# مورا كونيلي
مورا كونيلي دبلوماسية أمريكية. رشّحها الرئيس أوباما كسفيرة للولايات المتحدة لدى لبنان في يونيو 2010. تمت الموافقة عليها من قبل مجلس الشيوخ في أغسطس 2010 وأدت اليمين أمام وزيرة الخارجية هيلاري كلينتون في سبتمبر 2010. وقدمت رسميا أوراق اعتمادها الدبلوماسية للرئيس اللبناني ميشال سليمان في 15 سبتمبر 2010. وكانت قد خدمت في السلك الدبلوماسي 25 عاما قبل ذلك.

## سيرتها
ولدت في نيو جيرسي، وتلقت دراستها الجامعية في جامعة جورج تاون حيث حصلت على درجة الماستر في العلاقات الدولية، ثم على درجة الماجستير في دراسات الأمن القومي من الكلية الحربية البحرية الأمريكية. ثم انتقلت إلى واشنطن، وعملت في مجلس النواب الأمريكي 1975-1977.

## في السلك الدبلوماسي
- سفيرة الولايات المتحدة في بيروت 2010 - 2012
- نائب مساعد وزير الخارجية المسؤول عن بلاد الشام ومصر 2009-2010.
- القائم بالأعمال في السفارة الأميركية في دمشق، سوريا 2008-2009.
- مستشارة سياسية في السفارة الأميركية في لندن، المملكة المتحدة بين عامي 2005 و2008.
- من 2003 حتي 2005، وكانت السفيرة كونيلي نائب المسؤول في القنصلية الأمريكية العامة في القدس.
- من 1993- 1996 رئيس القسم السياسي في القنصلية الأمريكية العامة في القدس.
- وقد عملت أيضا كنائب المستشار للشؤون السياسية لبعثة الولايات المتحدة لدى الأمم المتحدة في نيويورك.
- عملت في وظائف متفرقة في الخارج في كل من الأردن والجزائر وجنوب أفريقيا.